# Moi dix Mois
Moi dix Mois（モワディスモワ）は、MALICE MIZER（活動停止中）のリーダーManaが作詞、作曲・プログラミングを手がけるソロゴシックメタルサウンドプロジェクト。

## 概要

ロゴ

MALICE MIZERのリーダーManaが、「Moi-même-moitiéのイメージを音楽によって表現する」「コンセプトありきの楽曲を作り、それを前提にしたライブを行うのではなく、自分の一番好きなスレイヤーみたいなブラックメタル・スラッシュメタルを突き詰める」ことを目的としたサウンドプロジェクト。2002年3月19日にMoi dix Moisがスタートした。
Moi dix Moisはフランス語で、Moi は『私=Mana』という意味があり、dix =『10』、1 は始まり、0 は永遠、無限の可能性を秘めている数字と捉え、dix Mois=『10ヶ月』、胎児が体内で育ち10ヶ月で生まれることからManaが自身の音楽を追究すべく、古典と前衛、優美と狂気、構築と破壊という相反するものを融合し、これまでにない刺激的な音楽を創造するという意味がある。
一見バンドと思われがちだが、あくまでManaのソロプロジェクトである。そのためか雑誌のインタビューでは、Manaのみが取材を受けている。
2004年12月の年末イベント「Last Year Party」よりKが加入。
2005年4月24日のSHIBUYA-AX公演でJukaが脱退した後はしばらく表立った活動が無かったが、Sethの加入により、2006年3月1日に3rd Album「Beyond the Gate」をリリース。新生Moi dix Moisの活動が幕を開けた。現在は海外での活動も積極的に行っている。
Manaの誕生日に毎年恒例のイベントである魔導集会〜Mana様Birthday〜が行われている。
2008年12月にDis inferno Vol.Ⅵ〜LAST YEAR PARTY〜にてMALICE MIZERのKöziと7年ぶりにセッションを行い、MALICE MIZERの曲を演奏した。

## メンバー
- Mana （Guitar）
ビジュアル・音色の方向性までManaが決めていった[2]。

### プロジェクトメンバー
基本的にMoi dix Moisのサポート・メンバーという位置づけだが、Manaは「楽曲によってはその都度合うメンバー編成を行いたい」という発言をしているため、場合によっては新メンバーが加入する可能性がなくもない。しかし2017年時点で、急逝したKの後任でRyuxが加入したことを除いてメンバーの入れ替えは行われていない。事実上の正式メンバーといえる。
- Seth （Vocal）
誕生日XX
血液型X
2代目ボーカリスト。
Moi dix Moisに加入する前からManaの知り合いであり、Manaが楽曲をSethに歌わせたところ、Mana曰く「Moi dix Moisに合っている」と思い、加入のきっかけになった。
片目に眼帯を付けてるのが特徴。
ライブでは拡声器を使って歌うことがある。
2018年よりヴィジュアル系演歌歌手「美良政次(みよしせいじ)」としてソロ活動も行っている。
- K （Guitar/Voice）
誕生日2月6日
血液型 B
モヒカンが特徴でありライブではデスヴォイスを披露している。
Moi dix Moisと並行して刺四の活動も行っている。
ESP Guitar Kオリジナルモデル「Le Monstre sanglant」を使用。
2014年5月19日、急逝
- Sugiya（Bass）
誕生日11月7日
血液型 B
2006年にプロジェクトメンバーとして加入。かつては「クロ・コスギ」名義で数々のバンドのサポート活動を行っていた。
- Hayato（Drums）
誕生日11月13日
血液型 A
2006年にプロジェクトメンバーとして加入。ex. Blüe。
- Ryux （Guitar）  
誕生日3月5日
急逝したKに代わり2014年プロジェクトメンバーとして加入。
SUPERBLOOD、FOOD（風土）、HËYT、THE VICKERS、他でも活動。

## 元メンバー
- Juka （Vocal）
山口県美祢市出身
初代ボーカリスト。
2005年4月24日のSHIBUYA-AX公演をもって脱退。
- Kazuno （Bass）
広島県出身
初代ベーシスト
- Tohru （Drums）
愛知県宝飯郡出身
初代ドラマー
最初はサポートメンバーだったが、2枚目のアルバム『NOCTURNAL OPERA』から正式にメンバーとなった。
Juka脱退後、数ヶ月後にKazunoと脱退した。

## 略歴
- 2002年
  - 3月19日 Moi dix Mois誕生。
  - 7月31日 SHIBUYA-AX Moi-même-Moitié presents『Dis inferno』でMoi dix Moisの楽曲を初披露した。
  - 11月19日　初シングル「Dialogue Symphonie」をリリース。
  - 11月22日　初ツアー〜Tour2002-2003　forbidden〜開始。

- 2003年
  - 3月19日 初の1stアルバム、『Dix infernal』をリリース。
  - 12月17日 初の年末イベントDis inferno Vol.Ⅱ〜LAST YEAR PARTY〜
- 2004年
  - 5月にサポートメンバーだったTohruが正式に加入をした。
  - 7月21日　2ndアルバム『NOCTURNAL OPERA』をリリース。
  - 10月6日 　「Pageant」をリリース。
  - 12月にKが加入をし5人体制になり、Moi dix Moisの公式ホームページを発表した。
- 2005年
  - 4月24日 Juka脱退。
  - 9月にKazunoとTohruが脱退。
  - 12月に新ヴォーカルSethが加入。Moi dix Moisの公式ホームページをリニューアルした。
- 2006年
  - 3月1日　3rdアルバム、『Beyond the Gate』をリリース。
  - 3月11日 LIQUIDROOM 「魔導集会 第三夜」〜Mana様Birthday〜でSugiyaとHayatoが加入。
  - 3月に新生Moi dix Mois初のツアー 〜Europe Tour2006 Beyond the Gate〜　
  - 10月4日 新生Moi dix Mois　第一弾シングル、「Lamentful Miss」をリリース。
- 2007年
  - 3月28日 Moi dix Moisの5年目の集大成のアルバム、『DIXANADU』をリリース。
- 2008年
  - 3月の魔導集会 第五夜〜Mana様Birthday〜以降、Manaは分島花音のプロデュースの担当を行い、各プロジェクトメンバーも各々の活動を始め、しばらくの間表立った活動がなかった。
  - 12月27日　LIQUIDROOM　Dis inferno Vol.Ⅵ〜LAST YEAR PARTY〜にて元MALICE MIZERのKöziとセッションを行った。
- 2009年
  - 7月17日と19日に、Köziとカップリングツアー　Deep SanctuaryをOSAKA MUSE(17日)とLIQUIDROOM(19日)で行った。
- 2012年
  - 3月19日、10周年(Le dixeme anniversaire)を迎えた。
- 2014年
  - 5月19日、ギタリストKが急逝。
  - 12月7日新たなギタリストRyuxが加入をし新体制で渋谷WWWで公演を行った。
- 2016年
  - 10月23日香港Music Zoneにて初アジア公演を行った。

## ディスコグラフィ

### シングル
1. Dialogue Symphonie（2002年11月19日）オリコンシングルチャート初登場97位
2. Shadows Temple（2004年5月31日）オリコンシングルチャート初登場103位
3. Pageant（2004年10月6日）オリコンシングルチャート初登場40位
4. Lamentful Miss（2006年10月4日）オリコンシングルチャート初登場73位

### アルバム
1. Dix Infernal（2003年3月19日）オリコンアルバムチャート初登場77位
2. NOCTURNAL OPERA（2004年7月20日）オリコンアルバムチャート初登場116位
3. Beyond the Gate（2006年3月1日）オリコンアルバムチャート初登場84位
4. DIXANADU（2007年3月28日）オリコンアルバムチャート初登場158位
5. DIXANADU [Limited Edition] 全曲インストゥメンタル（Midi:Nette Shop限定盤）
6. D+SECT（2010年12月15日）オリコンアルバムチャート初登場113位
7. Reprise（2012年7月11日）オリコンアルバムチャート初登場102位

### DVD
1. Dix Infernal - Scars of SabbathオリコンDVDチャート初登場274位
2. Invite to Immorality - Moi dix Mois Europe Live Tour 2005
3. DIXANADU 〜 Fated “raison d'être” 〜Europe Tour 2007オリコンDVDチャート初登場206位